# Top Dutch Solar Racing

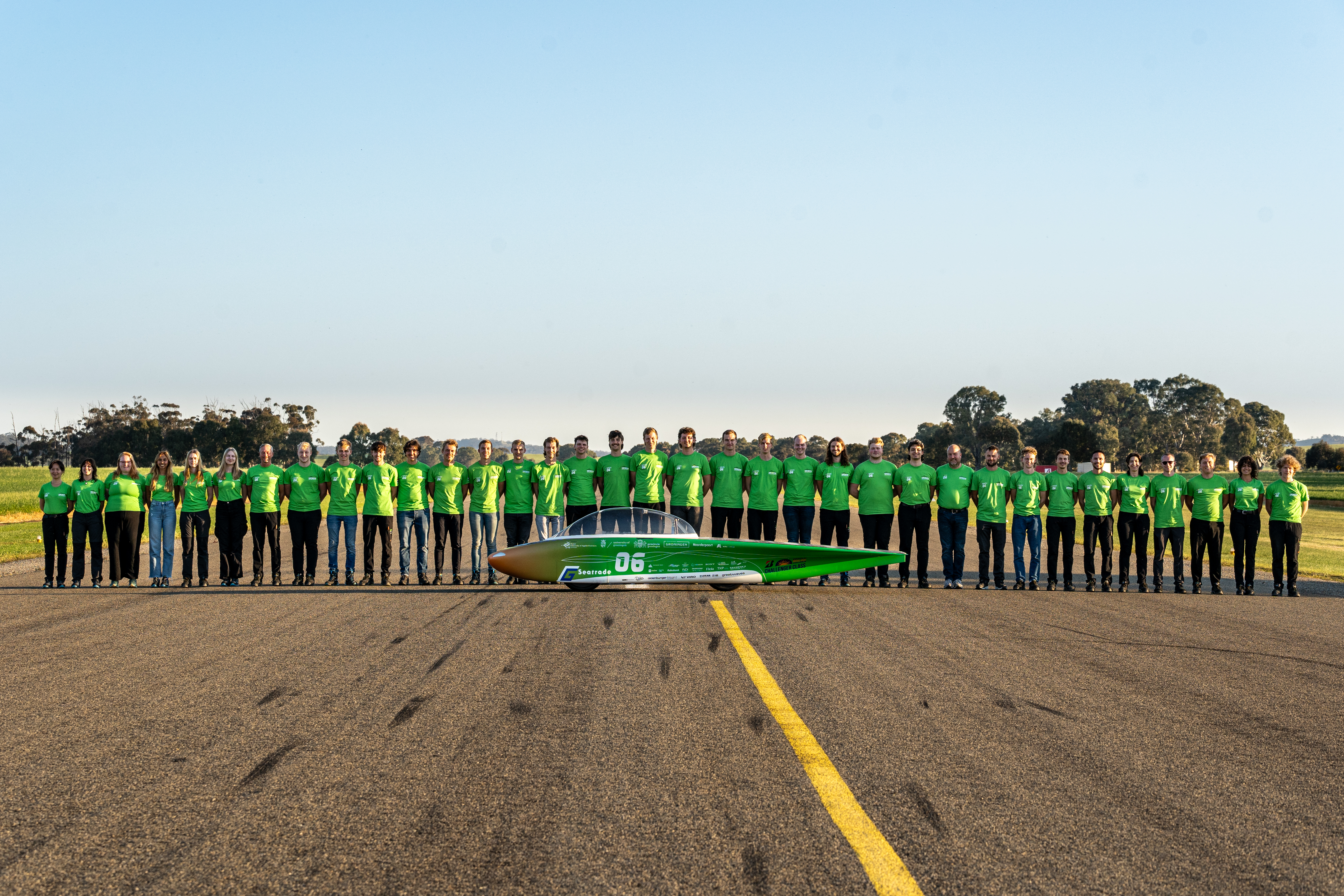
Top Dutch Solar Racing en Australia en octubre de 2023.

Top Dutch Solar Racing (TDSR) es un equipo de estudiantes de carreras solares de Groningen, Países Bajos. Fue fundado en febrero de 2017 y ha participado dos veces en la clase Challenger del Bridgestone World Solar Challenge (BWSC), por primera vez en 2019. En 2021, Top Dutch Solar Racing construyó su segundo coche solar y compitió en el Moroccan Solar Challenge. En 2023, Top Dutch Solar Racing volvió a participar en la BWSC con Green Thunder, su tercer coche solar.
A diferencia de otros equipos holandeses, Vattenfall Solar Team, Solar Team Twente y Solar Team Eindhoven, Top Dutch Solar Racing no está asociado a ninguna universidad (técnica) en particular, sino que está formado por estudiantes de diferentes niveles educativos. La mayoría de los miembros del equipo estudian en la Universidad de Groningen, Hanze University of Applied Sciences o Noorderpoort Groningen. Además de incluir diferentes niveles educativos, Top Dutch Solar Racing también da la bienvenida a estudiantes internacionales, lo que lo convierte en un verdadero equipo multidisciplinario y multicultural.

## Historia
Top Dutch Solar Racing fue fundado en 2017 por Jeroen Brattinga, Frank Pot, Eldert Zeinstra y Vincent Taselaar, todos estudiantes de la Hanze University of Applied Sciences en ese momento. Su objetivo era contribuir a tecnologías e innovaciones sostenibles mediante la construcción de un coche solar. En solo dos años, la primera generación del equipo, formada por 26 estudiantes, construyó el vehículo solar Green Lightning.
En junio de 2020, Top Dutch Solar Racing comenzó con un equipo completamente nuevo de estudiantes. El objetivo era participar nuevamente en el Bridgestone World Solar Challenge. Debido a la pandemia de COVID-19, el desafío fue cancelado en febrero de 2021. En mayo de 2021, el equipo anunció su participación en el Moroccan Solar Challenge que se celebró en octubre de 2021.
En junio de 2022, Top Dutch Solar Racing inició la aventura de construir un coche solar y participar en el Bridgestone World Solar Challenge con su tercer equipo, con estudiantes de la Universidad de Groningen, Hanze University of Applied Sciences, Alfa College y  HAN University of Applied Sciences . El coche solar fue construido a tiempo para competir en la edición 2023 del Bridgestone World Solar Challenge .

## Coches solares

### Bambi

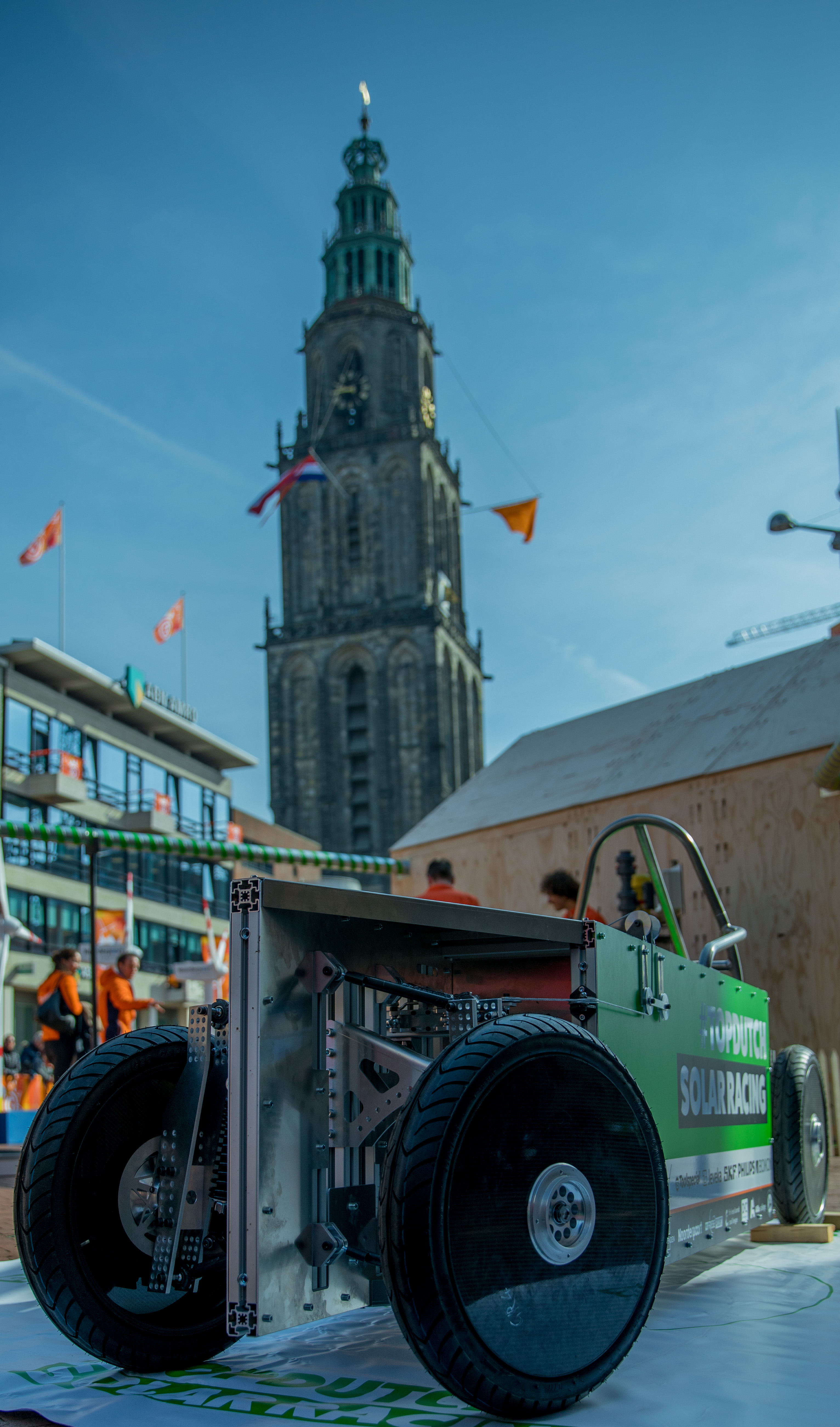
Día del Rey 2018.

En abril de 2018 se presentó el coche de demostración 'Bambi' al rey Guillermo Alejandro el día del rey en Groningen . El coche de demostración sirvió para mostrar las capacidades del equipo y probar las innovaciones que más tarde se implementaron en el primer coche solar, Green Lightning. Una de estas innovaciones fue el mecanismo de dirección en el que se utilizaban cables para dirigir las ruedas.

### Green Lightning

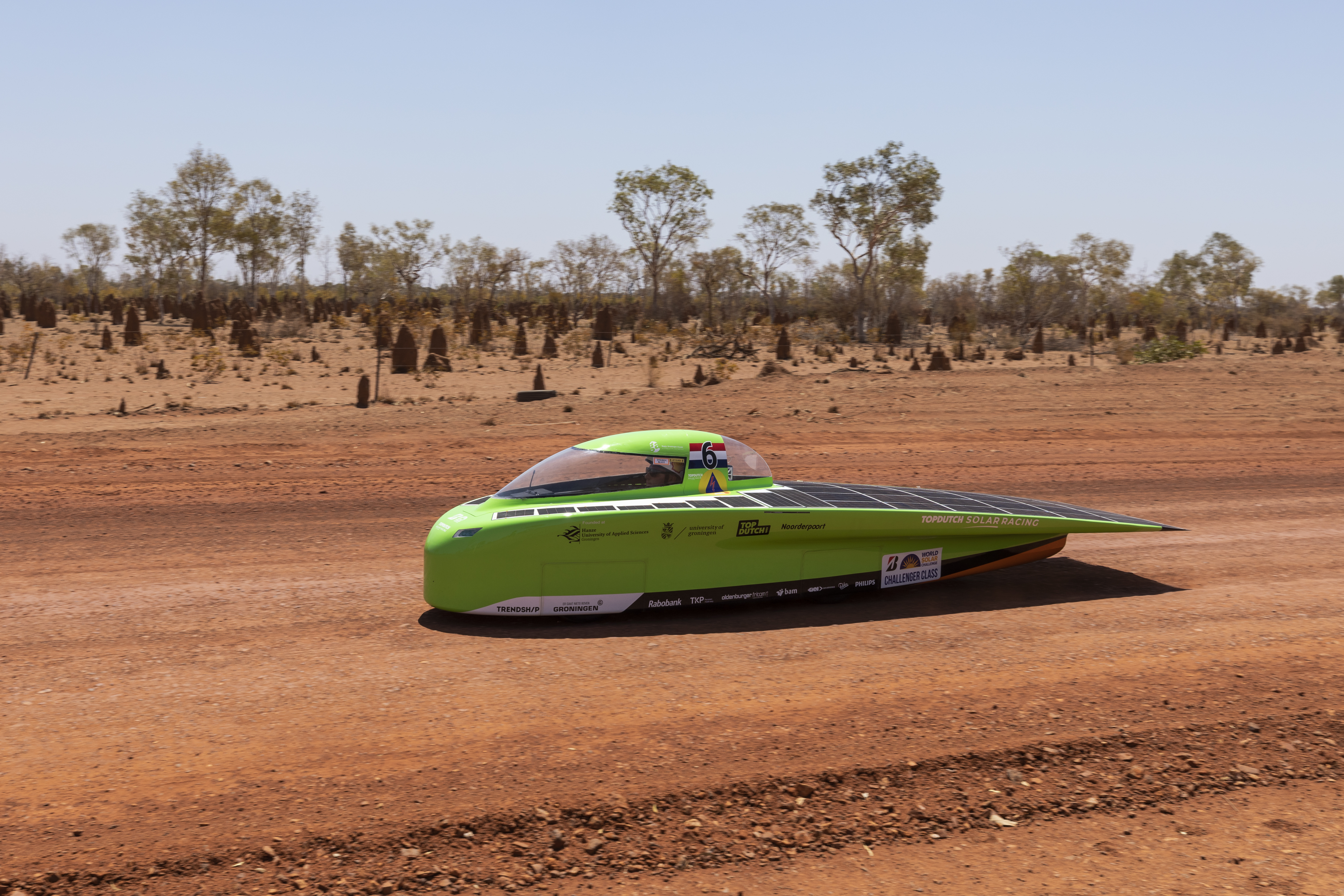
Green Lightning durante el BWSC 2019.

Green Lightning fue diseñado y construido para la edición 2019 del Bridgestone World Solar Challenge. La forma aerodinámica del Green Lightning era especial para su época, ya que fue uno de los primeros coches solares con forma de "monocasco" o "bala". Además de la forma original, el Green Lightning tenía más innovaciones, como el sistema de dirección en las cuatro ruedas y las ballestas compuestas. Al utilizar el sistema de dirección en las cuatro ruedas, el automóvil solar pudo conducir en ángulo, lo que reducía la resistencia aerodinámica. Las ballestas compuestas contribuyeron a la estabilidad del vehículo y lo hicieron más liviano. El peso total del Green Lightning sin conductor fue de 144,5 kilogramos.

### Green Spirit

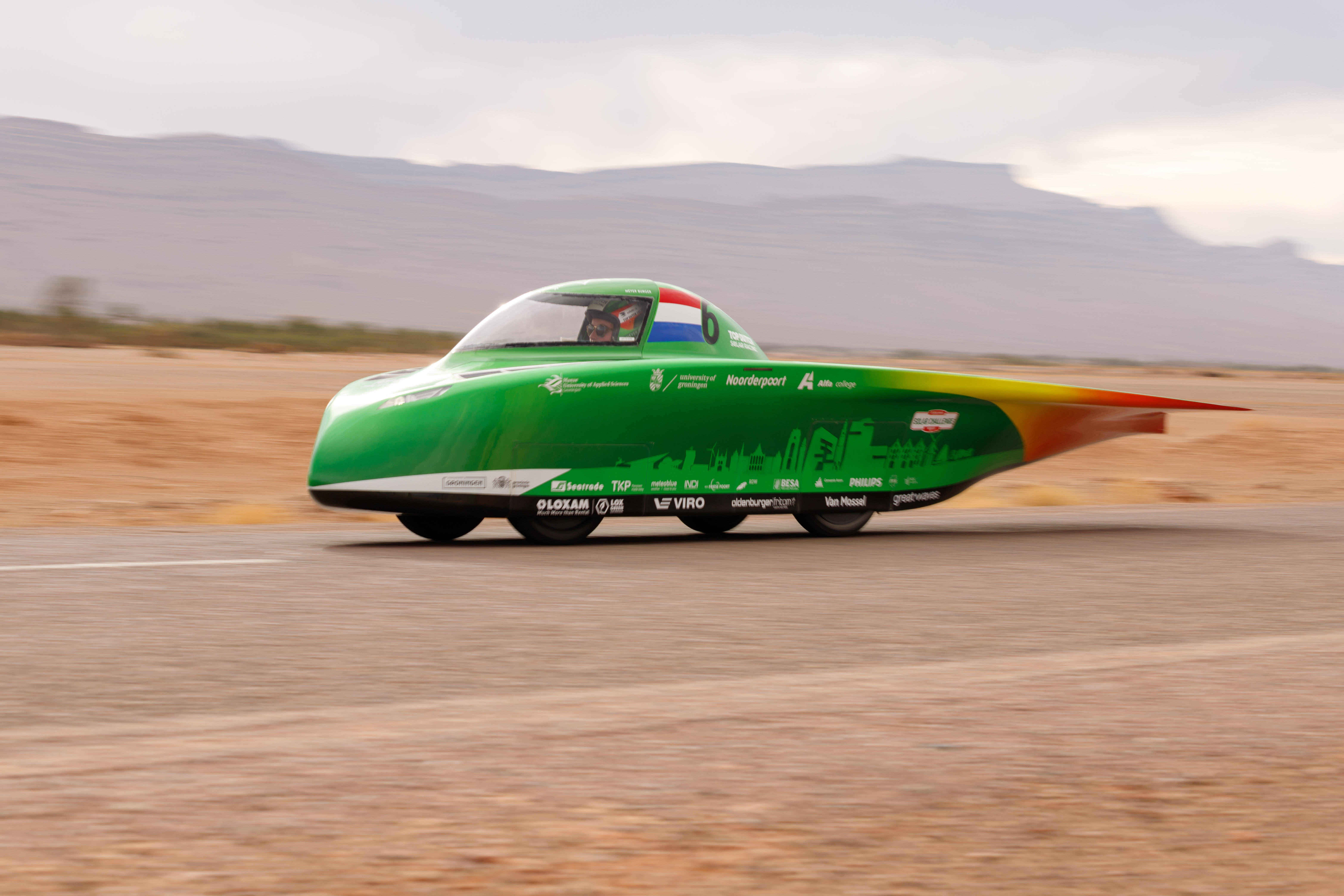
Green Spirit en el Moroccan Solar Challenge.

Green Spirit fue diseñado y construido para la edición 2021 del Bridgestone World Solar Challenge. Sin embargo, tras la cancelación de este evento debido al Covid-19, el coche solar participó en Moroccan Solar Challenge. Aquí Green Spirit logró asegurarse el primer puesto en la ronda clasificatoria. Después de una emocionante carrera por las montañas del Atlas, Green Spirit terminó el desafío en cuarta posición. Green Spirit se basa en el legado de Green Lightning con innovaciones como dos motores de flujo radial sin núcleo, una suspensión única de ballestas totalmente compuesta y una batería LiFePO4 personalizada. Debido a diferentes decisiones de diseño, el Green Spirit pesaba 200 kilogramos, siendo más pesado que su predecesor.

### Green Thunder

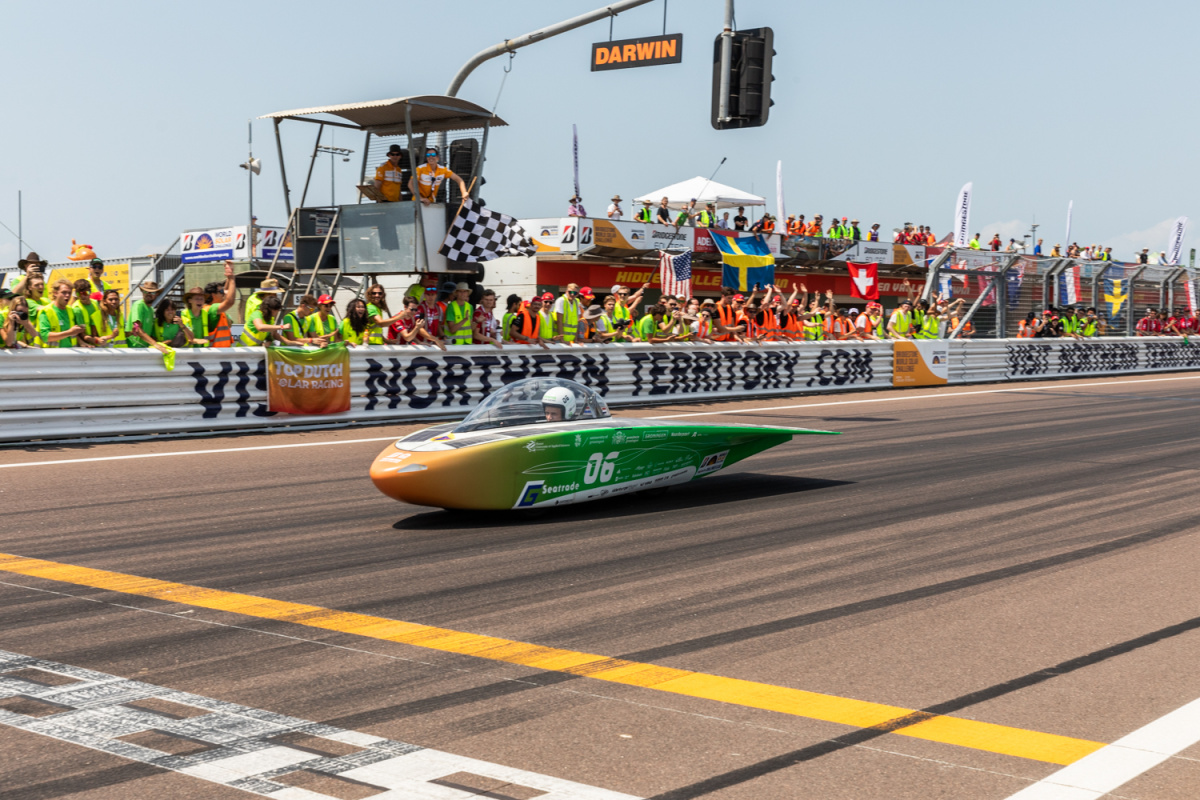
Green Thunder durante la clasificación.

Green Thunder fue diseñado y construido para la edición 2023 del Bridgestone World Solar Challenge. Green Thunder ya había pasado por mucho antes de terminar en la línea de salida en cuarto lugar. Durante uno de los momentos de prueba en la carretera cerca de Coober Pedy, la cubierta solar voló del coche, dejando algunos módulos solares dañados. A pesar de este revés, el equipo decidió continuar e intentar alcanzar el máximo resultado. Para Green Thunder el resultado máximo fue el 6.º puesto en el Bridgestone World Solar Challenge 2023. Green Thunder constaba con algunas innovaciones especiales. Las células solares tándem de perovskita-silicio fueron una de ellas, siendo estas una alternativa a las tradicionales células solares basadas en silicio. Otras innovaciones de Green Thunder fueron, por ejemplo, la suspensión trasera, que se montó en el lado inusual de las ruedas. Green Thunder se clasificó en cuarto lugar en la pista Hidden Valley Raceway durante la ronda clasificatoria. Después de una emocionante carrera a través de Australia, con incendios forestales y fuertes vientos cruzados, Green Thunder terminó el BWSC 2023 en sexta posición.

## Logros

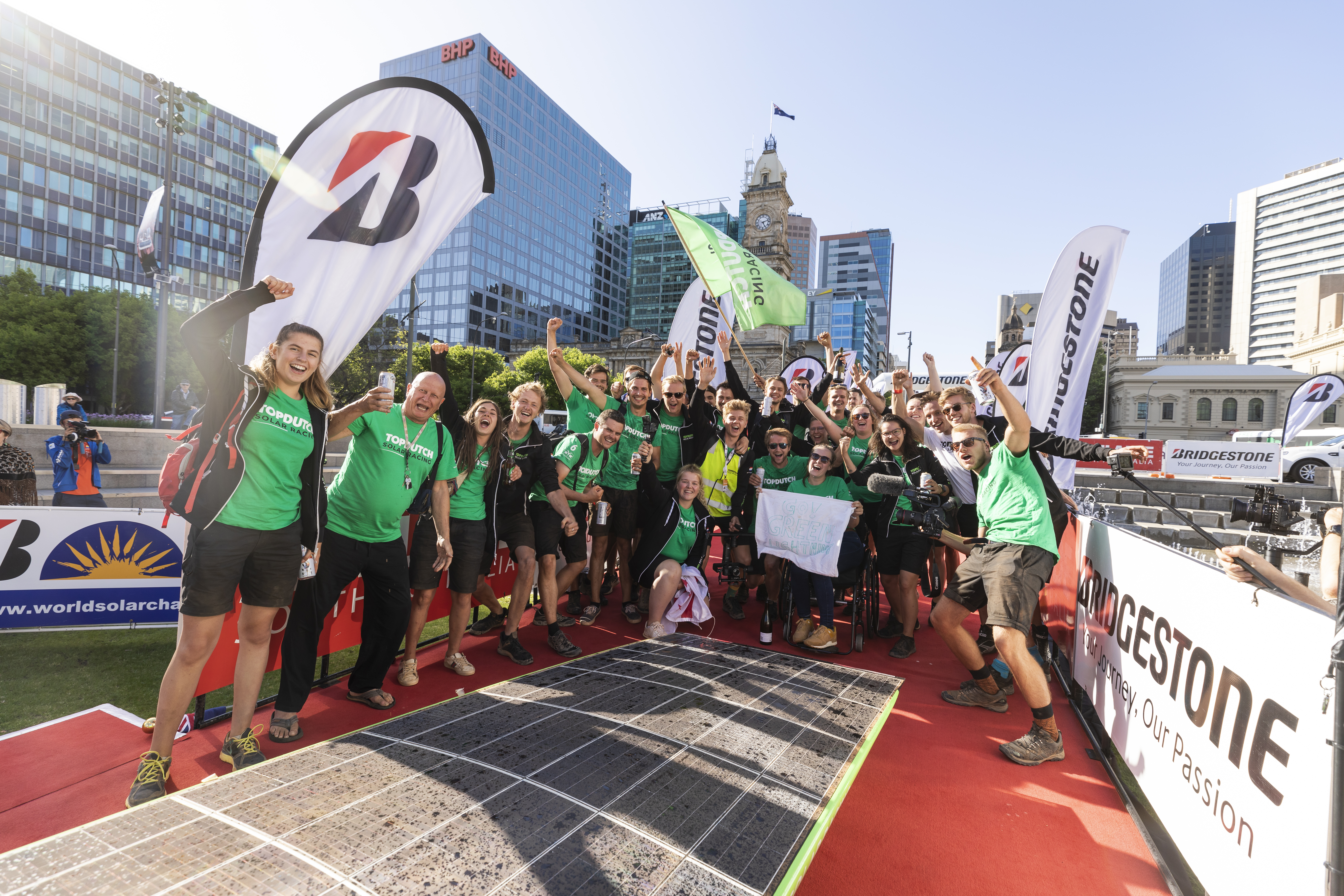
Top Dutch Solar Racing en la línea de meta del BWSC 2019.

El 13 de octubre de 2019, Top Dutch Solar Racing partió en la primera posición del 15.º Bridgestone World Solar Challenge en Darwin, Australia. Cinco días después, el 18 de octubre de 2019, Green Lightning llegó a Adelaida y terminó cuarto después de Bluepoint del Agoria Solar Team, Tokai Challenger del Tokai University Solar Car Team y Electrum del University of Michigan Solar Car Team. Debido a problemas técnicos y accidentes del Solar Team Twente y Vattenfall Solar Team, Top Dutch Solar Racing fue el mejor equipo holandés que participó en la clase Challenger durante el BWSC 2019. El equipo también recibió el Premio a la Excelencia en Ingeniería como reconocimiento por su buen desempeño considerando la falta de experiencia del equipo.
Entre el 21 y el 23 de septiembre de 2020, Top Dutch Solar Racing participó en el iLumen European Solar Challenge en Heusden-Zolder, Bélgica . Además de ganar el desafío del recorrido dinámico, el equipo obtuvo el tercer lugar en la carrera de 24 horas con 302 vueltas completas y estableció un récord de pista de 2:42:767. Todo esto se consiguió con el primer coche de Top Dutch Solar Racing, Green Lightning.
El 22 de octubre de 2023, Top Dutch Solar Racing partió en cuarta posición en el 16.º Bridgestone World Solar Challenge en Darwin, Australia. Seis días después, el 27 de octubre de 2023, Green Thunder llegó a Adelaida y terminó sexto. Además, el equipo recibió el Premio a la Seguridad, ya que el jurado quedó impresionado por sus métodos de trabajo seguros. El jurado elogió especialmente la forma en que el equipo realizó reparaciones en la carretera.